# Université du Massachusetts

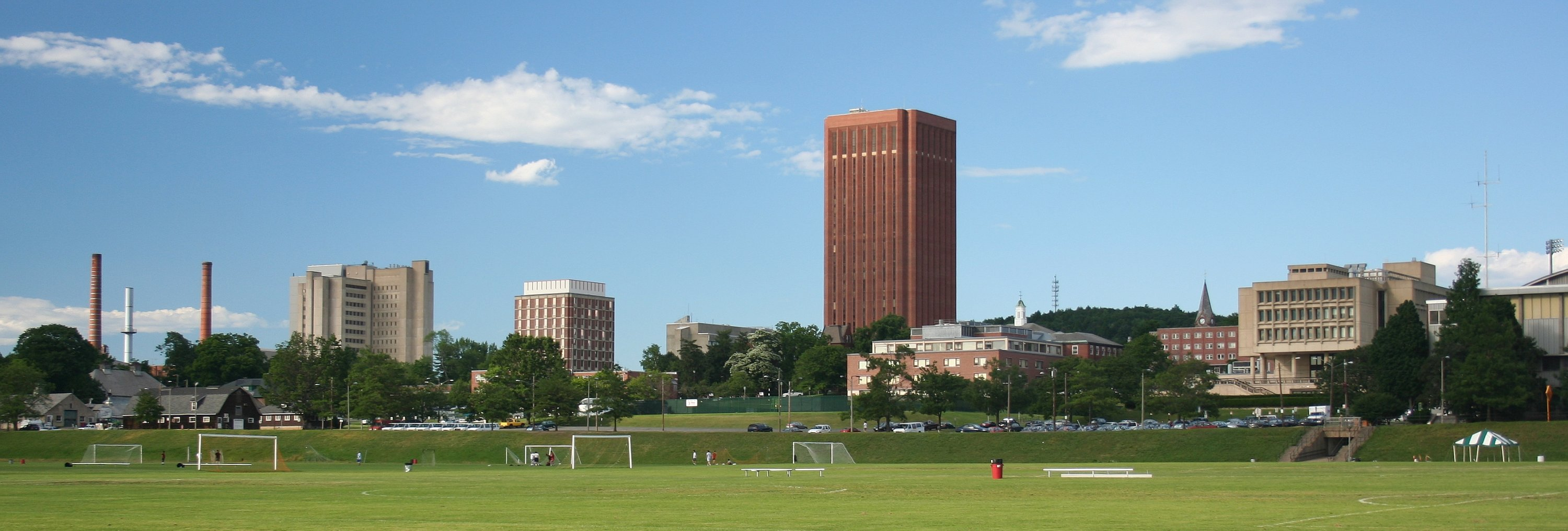
Université du Massachusetts à Amherst.

L'université du Massachusetts est une université américaine, située dans le Commonwealth du Massachusetts, qui comprend cinq campus, accueille 60 000 étudiants et emploie 14 000 personnes.
Les cinq campus de cette université sont :
- l'université du Massachusetts à Amherst (UMass Amherst), située à Amherst,

- l'université du Massachusetts à Boston (UMass Boston), située à Boston,
- l'université du Massachusetts à Dartmouth (UMass Dartmouth), située à Dartmouth,
- l'université du Massachusetts à Lowell (UMass Lowell), située à Lowell,
- la faculté de médecine de l'université du Massachusetts (en) (UMass Medical School), située à Worcester.

L'université dispose également d'une école en ligne désignée sous le vocable UMassOnline.